# Вартенберг, Роберт
Роберт Вартенберг (англ. Robert Wartenberg) (19 июня 1886 , Гродно — 16 ноября 1956, Сан-Франциско) — немецко-американский невролог.

### Биография
Сын еврейского поэта и бадхена Якова Жижмора и Мнухи Лазаревны Пиковер. Брат Макса Жижмора.
В 1919 году окончил Ростокский университет. В 1920—1921 — помощник профессора Рихарда Кассирера в Берлине, в 1921—1922 — Макса Нонне в Гамбурге, в 1923—1924 — Отфрида Ферстера во Вроцлаве. В 1926—1935 — приват-доцент и руководитель неврологической клиники во Фрайбурге-им-Брайсгау. В 1935 году покинул Германию и эмигрировал в США. В 1952 году он стал профессором неврологии Калифорнийского университета.
Член Американской неврологической организации и Американской академии неврологии.
Входил в редакционный совет изданий «Neuropsiquatria» (Буэнос-Айрес), «Journal of Nervous and Mental Disease»,"Confinia Neurologica", «Neurology».
Он ввел в неврологию прибор для проверки кожной чувствительности, так называемое колесо Вартенберга. Он описал рефлекс Вартенберга и неврологический синдром, известный как парестетическая хейралгия или синдром Вартенберга.

### Научные работы
- «Examination of Reflexes», 1945;
- «Hemifacial Spasm», 1932;
- «Diagnostic Tests in Neurology», 1953